# Харјума
Харју или Харјума (ест. Harju maakond) је округ у републици Естонији, у њеном северном делу. Управно средиште округа је престоница Естоније, Талин.
Харју округ ка северу излази на Фински залив Балтичког мора. На истоку се округ граничи са округом Љаене-Виру, на југоистоку са округом Јарва, на југу са округом Рапла и на западу са округом Љаене.
Округ Харју је најважнији и најнасељенији округ Естоније. У њему живи 38,8% становништва земље. Велики удео у њему чине Руси (33%), који живе махом у Талину.

## Урбана насеља
- Талин
- Марду
- Кеила
- Сауе
- Саку
- Палдиски
- Лагри
- Руми
- Арукила
- Локса
- Кехра